# SIG P220手槍
SIG P220是SIG Arms（現改名為Swiss Arms）與J. P. SAUER & Sohne公司合作研制生產的半自动手枪。

## 设计
该枪采用铝合金底把，冲压套筒，冷锻枪管。枪机利用延迟后坐方式闭锁，其設計較著名的白朗寧大威力半自動手槍更為簡化、易於生產與維護，因此許多在P220之後問世的產品如格洛克系列手槍、HK USP手槍都採用了類似的閉鎖方式。
在简单工具的帮助下，P220可以通过更换枪管和套筒来射击不同口径的子弹。
P220的擊發模式為單/雙動，因为该枪稳定可靠，因此设计师没有采用待击解脱柄以外的保险装置，这么做也可以保障在战场上不会延误战机。不過為適應民間射擊運動而生的單動版本有額外加裝之保險裝置。

## 历史
爲了替代昂貴的P210型手枪，瑞士軍方要求SIG公司設計一種新式手槍。
然而SIG公司的輕武器部门SIG Arms評估自身規模不足以完成新式手槍的設計與量產，於是決定與德國J. P. SAUER & Sohne公司合作，以便應付未來可能的大宗手槍訂單。
由於已有裝彈數較多的後續產品如P226的出現，為了區隔市場，現今生產的P220將預設口徑改為.45 ACP。

## 採用
瑞士、丹麥、日本皆曾採用P220作為軍隊制式手槍，日本並獲得授權生產P220，命名為美蓓亞P9。
多國軍警曾裝備過P220，但大多已被其他大容量彈匣手槍取代。

## 目前主要生產型號

### P220標準型
亦稱為P220 R，在底把前端附加導軌（MIL-STD-1913戰術導軌），以便於裝設各種戰術配備如電筒、雷射瞄準器等等，裝彈數8發。有使用沙漠色底把的P220 Combat、.22口徑的P220 classic 22、使用不鏽鋼材質的P220 ST等等衍生型號。

### P220便攜型
P220 Carry，將標準型的槍管縮短為3.9"，裝彈數不變。

### P220緊湊型
P220 Compact，較便攜型進一步縮小，裝彈數減為6發。

### P220競賽型
P220 Match，將標準型增加槍管長度與重量，以適應射擊競賽需求。

## 使用國
- 奥地利
- 布吉納法索
- 加拿大
- 丹麦
- 法國
- 西德
  - 警察單位
- 伊朗
- 日本
  - 日本自衛隊（採用授權生產型美蓓亞P9手槍）
  - 日本警察廳警備課
- 马来西亚
- 墨西哥
- 中華民國
- 巴拉圭
- 葡萄牙
- 新加坡
- 瑞士
  - 瑞士軍隊
- 泰國
- 乌拉圭
- 阿联酋
- 英国
- 美国
- 梵蒂冈
  - 瑞士近衛隊

## 圖像

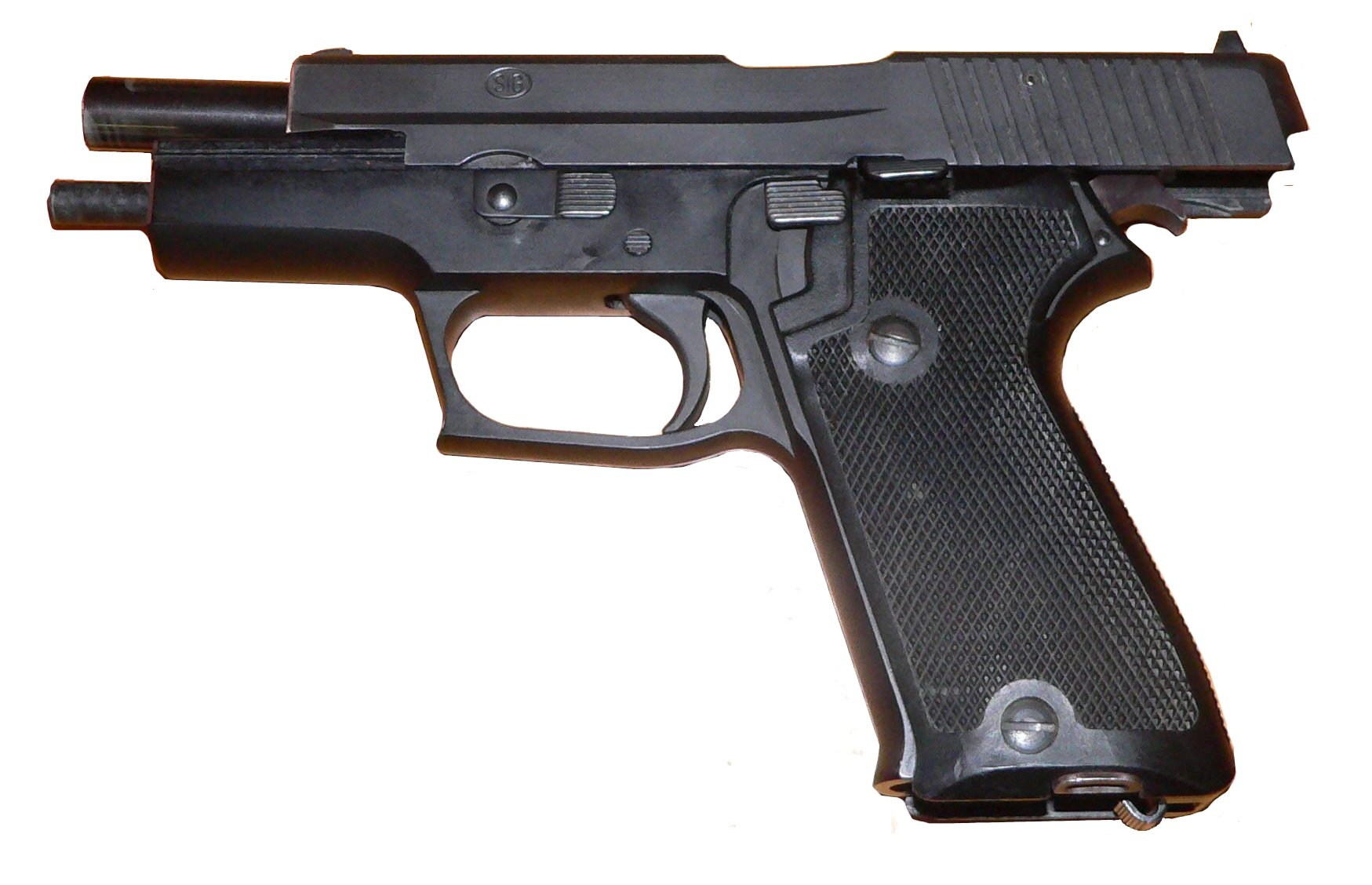
瑞士軍用型P220，沒有加裝手動保險。
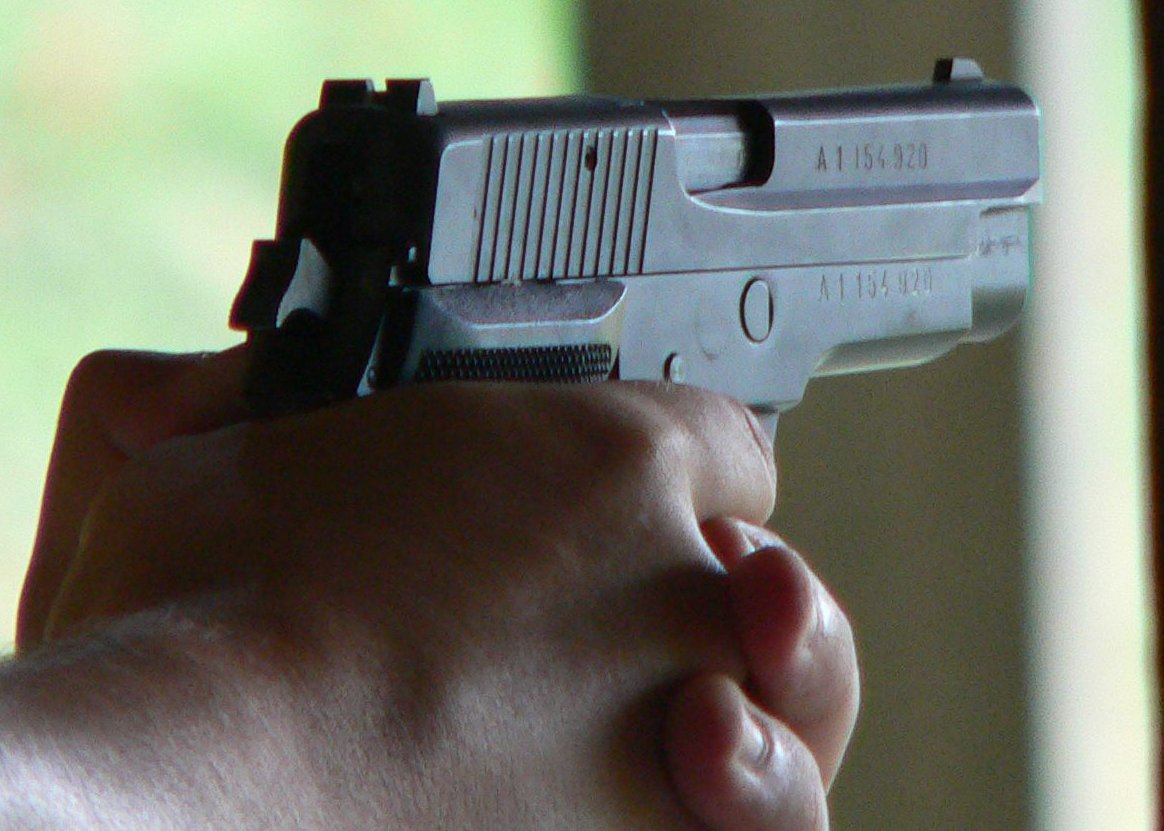
射擊中的軍用型P220